# Талант (фільм)
«Талант» — радянський чотирисерійний телефільм 1977 року, знятий режисером Володимиром Довганем на Кіностудії ім. О. Довженка.

## Сюжет
За мотивами роману Олександра Бека «Життя Бережкова». Герой фільму — талановитий авіаконструктор Бережков, що починає свою кар'єру з нуля і в результаті стає головним конструктором. Між цими подіями — роки та роки важкого життя.

## У ролях
- Олександр Парра — Олексій Миколайович Бережков
- Олександр Пороховщиков — Михайло Михайлович Ладошников, авіаконструктор
- Галина Кіндінова — Марійка, сестра Бережкова
- Володимир Сошальський — Анатолій Вікентійович Підрайський, інженер-підприємець, «оксамитовий кіт»
- Володимир Конкін — Сергій Борисович Ганьшин, інженер-конструктор
- Ігор Владимиров — Август Іванович Берест, професор
- Борис Вознюк — Гусін, інженер-конструктор
- Євген Кіндінов — Дмитро Іванович Родіонов, начальник авіапромисловості
- Петро Глєбов — Микола Єгорович Жуковський, професор
- Борис Аракелов — Федя Бабець, точильник, сусід Бережкова подвір'ям
- Ірина Шевчук — Валя
- Нонна Терентьєва — Лялечка, непманка, дружина Підрайського
- Аркадій Трусов — дядько Костя, двірник
- Костянтин Степанков — Макаров, слідчий
- Юрій Шерстньов — Павло Денисович Новицький, член науково-технічного комітету, надалі — директор АДВІ
- Іван Голубов — Ніланд, розрахунник в інституті авіадвигунів
- Борис Ставицький — Нікітін-батько, парторг заводу «Задніпровець»
- Вілорій Пащенко — Нікітін-син, інженер-конструктор із заводу «Задніпровець»
- Володимир Волков — Кущин, директор заводу «Задніпровець»
- Микола Дупак — парторг АДВІ
- Андро Кобаладзе — червоний командир
- Валентин Грудинін — священник
- Георгій Дворников — солдат, пізніше — студент-червоноармієць
- Варвара Маслюченко — домробітниця
- Віктор Поліщук — завгосп
- Ада Волошина — Лариса
- Надія Смирнова — Валя, дівчинка з дитбудинку
- Анатолій Віклов — дитбудинківець
- Віктор Мірошниченко — м'ясник
- Лев Перфілов — клієнт електромлину
- Геннадій Болотов — Меркулов
- Микола Гудзь — офіціант
- Анатолій Юрченко — міліціонер
- Віктор Панченко — Орлов, міліціонер
- Володимир Титов — Поліванов
- Юрій Дубровін — Мамалигін
- Анатолій Теремець — Дерябін
- Федір Іщенко — заарештований
- В'ячеслав Воронін — учасник наради
- Юрій Мисенков — Яблочков, молодий конструктор
- Іван Симоненко — конструктор
- Анатолій Переверзєв — конструктор
- Юрій Рудченко — міліціонер
- Віктор Демерташ — секретар Підрайського
- Анатолій Матешко — секретар Родіонова
- Агафія Болотова — учасниця наради
- Галина Нехаєвська — учасниця наради
- Тетяна Митрушина — конструктор
- Вадим Терентьєв — конструктор
- Іван Бондар — учасник концерту
- Алла Усенко — чергова з готелю
- Олександр Толстих — учасник концерту
- Олександр Ануров — Олександр Герасимович
- Валентин Черняк — голова комісії
- Олександр Мілютін — епізод
- Олександр Бєліна — помічник Родіонова
- Маргарита Кавка — епізод
- Михайло Драновський — конструктор
- Леонід Яновський — конструктор
- Микола Воронін — генерал / товариш на нараді
- В. Єфімов — генерал
- Костянтин Артеменко — генерал / товариш на нараді
- Володимир Мішаков — учасник наради
- Наталія Гебдовська — покоївка
- Анатолій Помилуйко — епізод
- Василь Хорошко — епізод

## Знімальна група
- Режисер — Володимир Довгань
- Сценаристи — Юлій Дунський, Валерій Фрід
- Оператор — Володимир Давидов
- Композитор — Роберт Амірханян
- Художник — Вульф Агранов